# 相模原市立湘南小学校
相模原市立湘南小学校（さがみはらしりつ しょうなんしょうがっこう）は、神奈川県相模原市緑区小倉に存在する公立の小学校である。

## 沿革
出典
- 1906年（明治39年）5月14日 - 尋常小倉小学校と尋常葉山島小学校を統合し、尋常湘南小学校創立。当時の通学区域は、湘南村一円。
- 1907年（明治40年）
  - 2月15日 - 校舎新築。
  - 3月29日 - 小倉・葉山島両旧校舎より移転。
  - 3月30日 - 高等科を併置。
  - 8月24日 - 大洪水により校地、校舎及び校具が流出。
  - 9月20日 - 校舎再建。
- 1909年（明治42年）
  - 3月8日 - 仮教室を建てる。
  - 3月25日 - 高等科第1回卒業式挙行。
- 1923年（大正12年）4月1日 - 湘南尋常高等小学校と改称。
- 1928年（昭和3年）
  - 6月 - 校舎一部改築（職員室）。
  - 10月 - 運動場拡張（145坪）。
  - 12月 - 湘南村立実業補習学校を併設。
- 1935年（昭和10年）7月1日 - 実業補習校名称学則変更により青年学校となる。
- 1936年（昭和11年）1月1日 - 二宮金次郎像が寄贈される。
- 1937年（昭和12年）2月 - 運動場拡張、門柱建設。
- 1941年（昭和16年）4月1日 - 国民学校令により、湘南村国民学校と改称。
- 1945年（昭和20年）5月 - 横浜市神橋小学校が本校に疎開する。
- 1947年（昭和22年）
  - 4月1日 - 学制改革により、湘南村立小学校となる
  - 9月15日 - 相模川増水により堤防が決壊し、校舎に浸水し校舎一部欠損する被害が出た。
- 1949年（昭和24年）3月10日 - 湘南小学校PTA結成。
- 1951年（昭和26年）10月31日 - 新築校舎2教室落成。
- 1953年（昭和28年）7月12日 - 新築校舎2教室落成。
- 1954年（昭和29年）
  - 7月20日 - 新築校舎3教室落成。
  - 7月25日 - 学校放送設備完備（国教材費・PTA特別寄附）。
- 1955年（昭和30年）
  - 4月1日 - 湘南村ほか２村の合併により、城山町立湘南小学校と改称。
  - 10月10日 - 校庭に低鉄棒5連設置。
- 1956年（昭和31年）11月20日 - 校庭に鉄製ブランコ、廻旋塔設置。
- 1957年（昭和32年）10月25日 - 校庭に雲梯、シーソー2台設置。
- 1961年（昭和36年）
  - 3月 - 給食調理室新築。
  - 4月20日 - 学校給食開始。
- 1962年（昭和37年）
  - 3月31日 - 給食室渡り廊下完成。
  - 12月10日 - 新築校舎3教室と昇降口、2教室改修工事竣工。
- 1965年（昭和40年）12月5日 - 国旗掲揚塔新設
- 1966年（昭和41年）3月20日 - 創立60周年記念式典挙行。同日、校旗・校歌を制定。
- 1968年（昭和43年）10月8日 - 用務員室新築落成。
- 1970年（昭和45年）11月27日 - 全校舎（教室）に石油ストーブ施設。
- 1973年（昭和48年）8月21日 - プール建設工事完成落成式挙行し、祝賀会開催。アルミ製プール（幅13m・長さ25m・総工費1800万円）。
- 1974年（昭和49年）10月 - 県営水道設備が敷設される。
- 1977年（昭和52年）6月27日 - 学校田で田植えが始まる。
- 1979年（昭和54年）3月2日 - 校舎落成式挙行し、祝賀会開催（鉄筋コンクリート造3階建・1705㎡・総工費2億円）。
- 1980年（昭和55年）3月6日 - 屋内運動場落成式挙行（鉄骨造2階建・574㎡・総工費7380万円）。
- 1982年（昭和57年）4月6日 - 第1回スローダウンキャンペーン実施。
- 1990年（平成2年）8月23日 - 校庭のスプリンクラー設置工事完成。
- 1991年（平成3年）5月20日 - 葉山島地区児童バス通学開始。
- 1993年（平成5年）3月9日 - プール改修工事完了。
- 1994年（平成6年）3月1日 - ブランコ、ジャングルジム、登り棒を新設。
- 1996年（平成8年）6月 - 全国で病原性大腸菌O-157による健康被害が増大。本校でもマスクの着用、手洗いの励行等に取り組む。
- 2000年（平成12年）
  - 3月4日 - アルミ缶リサイクルによる資金でライフホーム城山に車いすを寄贈（1回目）。
  - 6月3日 - 学校田、田植え20周年。
  - 8月31日 - 校舎耐震補強工事終了。
- 2002年（平成14年）4月 - 学習指導要領の見直しが図られ、完全週5日制のゆとり教育スタート。
- 2004年（平成16年）3月10日 - ライフホーム城山に車いすを寄贈（5回目）。
- 2006年（平成18年）5月14日 - 創立100周年記念式典挙行。
- 2007年（平成19年）
  - 3月11日 - 城山町と相模原市の合併により、相模原市立湘南小学校と改称。
  - 7月10日 - 湘南小学校「見守り隊」（ボランティア団体）発足。
  - 11月5日 - 相模原市との合併を記念してケヤキ、カツラ、モミジ、カシワの4本を植樹する。
- 2009年（平成21年）2月10日 - プール浄化槽設備改修工事落成。
- 2012年（平成24年）3月10日 - 防災倉庫新築。
- 2013年（平成25年）6月16日 - プール南側堀の設置。
- 2015年（平成27年）2月26日 - 屋内運動場（体育館）改修工事完了。
- 2016年（平成28年）9月6日 - スローダウンキャンペーン再開。
- 2019年（令和元年）9月13日 - エアコン設置工事完了（1～6年教室・職員室・校長室・保健室・音楽室・PC室）。
- 2020年（令和2年）
  - 3月2日 - この日から5月31日まで、新型コロナウィルス感染に伴う臨時休校。
  - 9月1日 - タブレットPCを1人1台に配布。

## 通学区域
出典
- 相模原市緑区
  - 小倉
  - 葉山島

## 進学中学校
出典
- 相模原市緑区
  - 相模原市立相模丘中学校

## アクセス
出典
- 神奈川中央交通「橋05」（橋本駅南口⇔小沢）・「橋06」（橋本駅南口⇔田名バスターミナル）の各系統で、「湘南小学校前」バス停[5]下車。
- JR東日本横浜線・相模線、京王電鉄京王線橋本駅（南口）から、上述の神奈中バスに乗車し21分、「湘南小学校前」バス停下車。

## 周辺
- 神奈川県道511号太井上依知線
- 城山楽寿会ライフホーム城山
- スーパーレックス相模原小倉センター
- 相模川